# 長井秀夫
長井 秀夫（ながい ひでお、1959年2月2日 - ）は、埼玉県出身の元野球選手（内野手）、野球指導者。

## 経歴
埼玉県の市立川口高校卒業後、国士舘大学政経学部に進学し東都大学野球連盟所属の野球部に入部。内野手としてプレーし、大学3年の秋に国士館大唯一の1部リーグ優勝を果たし、一塁手のベストナインに選出された。
大学卒業後、社会人野球の電電関東に入社。都市対抗野球大会への10年連続出場に貢献をし、1992年から主将を務めた。1998年にコーチに就任し、同年開催の第25回社会人野球日本選手権大会で優勝を果たす。
1999年、NTT東日本グループの硬式野球部はNTT東日本硬式野球部に再編され、長井は再編後の野球部の初代監督に就任。都市対抗野球大会では、4強1回、8強2回の成績を収める。
2005年、母校の市立川口高校の野球部監督に就任。監督退任後は川口市に再任用され、2019年から総監督に就任。
2023年春季リーグより、国士館大の野球部監督に就任。国士舘大では監督就任以前から休日等に指導を行なっていた。

## 著名な教え子

### NTT関東・NTT東日本
- 沖原佳典
- 飯塚智広
- 田中充
- 渡邉恒樹

### 市立川口高校
- 髙木伴
- 並木秀尊